# Katastralgemeinde Sittenberg (Gemeinde Klein Sankt Paul)
Die Katastralgemeinde Sittenberg ist eine von zwölf Katastralgemeinden der Gemeinde Klein Sankt Paul im Bezirk Sankt Veit an der Glan in Kärnten, einem Bundesland in Österreich. Sie hat eine Fläche von 416,83 ha.
Die Katastralgemeinde gehört zum Sprengel des Vermessungsamtes Klagenfurt.

## Lage
Die Katastralgemeinde liegt im Osten des Bezirks Sankt Veit an der Glan, im Südwesten der Gemeinde Klein Sankt Paul. Landschaftlich umfasst sie einen Teil des Görtschitztals rechtsseitig südlich des Gemeindehauptorts und einen Teil der östlichen Abhänge des Brückler Berglands. Sie grenzt im Norden an die Katastralgemeinde Silberegg und an die Katastralgemeinde Wieting, im Osten an die Katastralgemeinde Ober St. Paul, an die Katastralgemeinde Klein St. Paul, an die Katastralgemeinde Unter St. Paul und an die Katastralgemeinde Eberstein, im Süden an die Katastralgemeinde Gutschen und im Westen an die Katastralgemeinde Mannsberg. Die Katastralgemeinde erstreckt sich über eine Höhenlage von 576 m ü. A. an der Görtschitz am Südostrand der Katastralgemeinde bis zu 999 m ü. A. am Gutschenkogel am Südrand der Katastralgemeinde.

## Ortschaften
Auf dem Gebiet der Katastralgemeinde Sittenberg liegt die Ortschaft Sittenberg, zu der auch einige Häuser (Wiesenweg) am Südwestrand des Gemeindehauptorts Klein St. Paul gehören.

## Vermessungsamt-Sprengel
Die Katastralgemeinde gehört seit 1. Jänner 1998 zum Sprengel des Vermessungsamtes Klagenfurt. Davor war sie Teil des Sprengels des Vermessungsamtes St. Veit an der Glan.

## Geschichte
Ende des 18. Jahrhunderts wurden die Kärntner Steuergemeinden (später: Katastralgemeinden) gebildet und Steuerbezirken zugeordnet. Die Steuergemeinde Sittenberg wurde Teil des Steuerbezirks Eberstein.
Im Zuge der Reformen nach der Revolution 1848/49 wurden in Kärnten die Steuerbezirke aufgelöst und Ortsgemeinden gebildet, die jeweils das Gebiet einer oder mehrerer Steuergemeinden umfassten. Die Steuer- bzw. Katastralgemeinde Sittenberg wurde Teil der Gemeinde Klein Sankt Paul. Die Größe der Katastralgemeinde wurde 1849 mit 724 Österreichischen Joch und 1194 Klaftern (ca. 417 ha, also die heutige Fläche) angegeben; damals lebten 128 Personen auf dem Gebiet der Katastralgemeinde.
Die Katastralgemeinde Sittenberg gehörte ab 1850 zum politischen Bezirk Sankt Veit an der Glan und zum Gerichtsbezirk Eberstein. Von 1854 bis 1868 gehörte sie zum Gemischten Bezirk Eberstein. Seit der Reform 1868 ist sie wieder Teil des politischen Bezirks Sankt Veit an der Glan, zunächst als Teil des Gerichtsbezirks Eberstein, seit dessen Auflösung 1978 als Teil des Gerichtsbezirks St. Veit an der Glan.